# Amphibienlaichgebiete von nationaler Bedeutung im Kanton Glarus
Hier sind alle Amphibienlaichgebiete von nationaler Bedeutung im Kanton Glarus aufgelistet. Diese Amphibienlaichgebiete im Kanton Glarus sind in der Schweiz durch Bundesverordnung geschützt und Teil des Bundesinventars der Amphibienlaichgebiete von nationaler Bedeutung (französisch Inventaire fédéral des sites de reproduction de batraciens d’importance nationale, italienisch Inventario federale dei siti di riproduzione di anfibi di importanza nazionale, romanisch Inventari federal dals territoris da frega d’amfibis d’impurtanza naziunala). Die Europäische Umweltagentur (European Environment Agency) koordiniert die Daten der europäischen Mitglieder. Die inventarisierten Amphibienlaichgebiete der Schweiz führen in der internationalen Datenbank den Code «CH05».

## IUCN-Kategorie
Die Amphibienlaichgebiete von nationaler Bedeutung in der Schweiz sind in der IUCN-Kategorie IV registriert. Diese umfasst Biotop- und Artenschutzgebiete mit einem Management, das ein gezieltes Monitoring und regelmässige Eingriffe zur Erhaltung des Schutzgebietes vorsieht, wie beispielsweise zur Verhinderung der Verbuschung und Verwaldung.

## Schutzziele
Ziel der Amphibienlaichgebiete-Verordnung (AlgV) ist der Artenschutz von Amphibien. Diese sind seit 1967 bundesrechtlich geschützt und gehören zu den am stärksten gefährdeten Artengruppen des Landes. Die Gebiete sind zudem offiziell ausgewiesene Schutzgebiete in Natur- und Landschaftsschutz. Die Aufstellung entspricht der Common Database on Designated Areas der Europäischen Umweltagentur (EEA). Die letzte Aufnahme eines Gebiets erfolgte 2017.

## Liste der Amphibienlaichgebiete
| Q-ID       | Objekt (Swisstopo) | Gebietsname Lokalität    | Standort- gemeinde | CDDA- Sitecode | Fläche in ha                              | Koordinate                                | Jahr der Ausweisung                       | Bild                                      |
| Q108088959 | GL2                | Niederriet               | Glarus Nord        | 347405         | 18,87862                                  | 47° 9′ 57″ N, 9° 0′ 26″ O                 | 2001                                      | Bild gesucht BW                           |
| Q108088949 | GL17               | Walenberg                | Glarus Nord        | 347394         | 29,07292                                  | 47° 6′ 48″ N, 9° 5′ 11″ O                 | 2001                                      | Bild gesucht BW                           |
| Q108088959 | GL18               | Talsee                   | Glarus Nord        | 347404         | 4,93011                                   | 47° 5′ 43″ N, 9° 8′ 0″ O                  | 2001                                      | Bild gesucht BW                           |
| Q108088960 | GL20               | Klöntalersee Nordostufer | Glarus             | 347406         | 11,54883                                  | 47° 1′ 59″ N, 8° 59′ 56″ O                | 2001                                      | Bild gesucht BW                           |
| Q108088961 | GL37               | Oberblegisee             | Glarus Süd         | 347407         | 23,75551                                  | 46° 58′ 43″ N, 9° 0′ 50″ O                | 2001                                      |                                           |
| Q-ID       | GL47               | Feldbach                 | Glarus Nord        | 347408         | 3,404                                     | 47° 5′ 0″ N, 9° 4′ 28″ O                  | 2001                                      | Bild gesucht BW                           |
| Q-ID       | GL96               | Klöntalersee Vorauen     | Glarus             | 347409         | 2,76305                                   | 47° 1′ 35″ N, 8° 57′ 2″ O                 | 2001                                      |                                           |
| 7          | Objekte insgesamt  | Objekte insgesamt        | Objekte insgesamt  | 94,35          | ha Gesamtfläche der Amphibienlaichgebiete | ha Gesamtfläche der Amphibienlaichgebiete | ha Gesamtfläche der Amphibienlaichgebiete | ha Gesamtfläche der Amphibienlaichgebiete |

## Belege
1. ↑  Designation type: Bundesinventar der Amphibienlaichgebiete von nationaler Bedeutung. European Environment Agency, abgerufen am 10. November 2022.
2. ↑  CDDA-Datenbank

Aargau |
Appenzell Ausserrhoden |
Basel-Landschaft |
Basel-Stadt |
Bern |
Freiburg |
Genf |
Glarus |
Graubünden |
Jura |
Luzern |
Neuenburg |
Nidwalden |
Obwalden |
Schaffhausen |
Schwyz |
Solothurn |
St. Gallen |
Tessin |
Thurgau |
Uri |
Waadt |
Wallis |
Zug |
Zürich
- Karte mit allen Koordinaten:
- OSM |
- WikiMap